# Patrick Dunbar, 5. Earl of Dunbar
Patrick Dunbar, 5. Earl of Dunbar (auch Patrick (II), Earl of Dunbar, * um 1186; † 1248 in Marseille) war ein schottischer Adliger.

## Herkunft und Erbe
Patrick Dunbar war der älteste Sohn seines gleichnamigen Vaters Patrick Dunbar, 4. Earl of Dunbar und von dessen Frau Ada, einer unehelichen Tochter von König Wilhelm I. von Schottland. Nach dem Tod seines Vaters im Dezember 1232 erbte er dessen Besitzungen und den Titel Earl of Dunbar.

## Aufstieg zum führenden schottischen Magnaten
1235 gehörte Dunbar zu den Führern eines königlichen Heeres, das in Galloway eine Rebellion von Thomas of Galloway niederschlug. Thomas of Galloway, der uneheliche Sohn von Alan, Lord of Galloway versuchte, im Kampf gegen seine drei Halbschwestern das Erbe seines Vaters zu erlangen. Dunbar nahm dabei offenbar die Kapitulation des wichtigsten Unterstützers von Thomas of Galloway entgegen.
1242 wurde der junge Padraig, Earl of Atholl vermutlich durch Angehörige der Familie Bisset ermittelt. Padraig war Dunbars Mündel gewesen, und nun wollte er gewaltsame Vergeltung für den Mord üben. Er erhielt rasch von Walter Comyn, Earl of Menteith und anderen Angehörigen der Familie Comyn Unterstützung, die Rivalen der Bissets in Nordschottland waren. Angesichts des Drucks der Magnaten musste König Alexander II. im November 1242 zustimmen, dass John und Walter Bisset ins Exil gehen mussten, obwohl sie ihre Unschuld beteuerten. Die Bissets flüchteten zum englischen König Heinrich III. und beschwerten sich über das aus ihrer Sicht begangene Unrecht. Der englische König versuchte nun, die Oberhoheit über Schottland zu beanspruchen, und zog im Sommer 1244 mit einem Heer nach Nordengland. Alexander II. zog ihm entgegen, worauf es zu Verhandlungen kam. Im darauf geschlossenen Vertrag von Newcastle konnte der englische König seinen Anspruch auf Oberhoheit über Schottland nicht durchsetzen und die Bissets mussten im Exil bleiben. Dunbar gehörte zu den Magnaten, die den Vertrag bezeugten. Der englische König verdächtigte ihn und den Earl of Menteith, dass sie 1237 irische Angriffe auf englische Besitzungen in Irland unterstützt hatten. Deshalb mussten sie in Newcastle schwören, dass sie nicht an Angriffe auf englische Besitzungen beteiligt waren. Um die Mitte der 1240er Jahre galt Dunbar noch vor Walter Comyn als mächtigster schottischer Adliger. Er wollte diese Stellung jedoch offenbar nicht ausnutzen, sondern blieb ein loyaler Unterstützer des Königs. Der Konflikt mit dem englischen König hatte aber offenbar die Stellung des schottischen Königs gestärkt, und Dunbar, der zu den Kritikern des Königs gehört hatte, hatte wohl an Einfluss verloren.

## Teilnahme am Kreuzzug und Tod
Vermutlich als Sühneleistung wegen einer Fehde mit Tynemouth Priory beschloss Dunbar 1247, das Kreuz zu nehmen. Zur Finanzierung des Kreuzzugs verkaufte er für 120 Mark sein Gestüt in Lauderdale sowie Weideflächen an Melrose Abbey. Ostern 1248 verbrachte er beim König in Berwick oder Coldingham. Wenig später reiste er durch England nach Frankreich, wo er sich wie mehrere andere schottische Adlige dem Kreuzzug des französischen Königs Ludwig IX. anschloss. Er starb aber bereits in Marseille, wo er sich für die Überfahrt ins Heilige Land einschiffen wollte.

## Familie und Nachkommen
Dunbar hatte wie sein Vater Stiftungen zugunsten mehrerer Klöster, vor allem Dryburgh und Melrose Abbey getätigt. Vor 1213 hatte er Euphemia Fitzalan geheiratet, eine Tochter von Walter Fitzalan. Sein Erbe wurde sein gleichnamiger Sohn Patrick Dunbar, 6. Earl of Dunbar († 1289).